# ژلونیتسه
ژلونیتسه (به لاتین: Žlunice) یک منطقهٔ مسکونی در جمهوری چک است که در شهرستان ییچین واقع شده‌است.